# 2. jezdecký pluk (Spojené státy americké)
2. jezdecký pluk (2nd Cavalry Regiment), známý také jako 2nd Dragoons (2. dragounský) je plukem mechanizovaného jezdectva armády USA, jehož tradice sahají do roku 1836, kdy vznikl jako pluk dragounů. Pluk se během své existence aktivně zúčastnil mnoha konfliktů včetně americké občanské a obou světových válek. V závěru druhé světové války operoval i na českém území. V současné době je dislokován na území SRN jako součást sil americké armády v Evropě.

## Dřívější označení a chronologie
Pluk byl dříve známý jako 2. pluk dragounů (2nd Regiment of Dragoons – květen 1836 až březen 1843; duben 1844 až srpen 1861), 2. pluk střelců (2nd Regiment of Riflemen – březen 1843 až duben 1844), 2. pluk jezdectva Spojených států (2nd US Cavalry Regiment – srpen 1861 až červenec 1942), 2. jezdecký pluk (mechanizovaný) (2nd Cavalry Regiment (Mechanized) – leden až prosinec 1943), 2. jezdecká skupina (mechanizovaná) (2nd Cavalry Group (Mechanized) – prosinec 1943 až červenec 1946), 2. pluk četnictva (2nd Constabulary Regiment – červenec 1946 až listopad 1948), 2. pluk obrněného jezdectva (2nd Armored Cavalry Regiment – listopad 1948 až červenec 1992), 2. lehký obrněný jezdecký pluk (2nd Armored Cavalry Regiment (Light) – červenec 1992 až červen 2006), 2. jezdecký pluk (Stryker) (2nd Stryker Cavalry Regiment, červen 2006 až červenec 2011). Od července 2011 je znám pod svým nynějším označením.

## Nynější složení

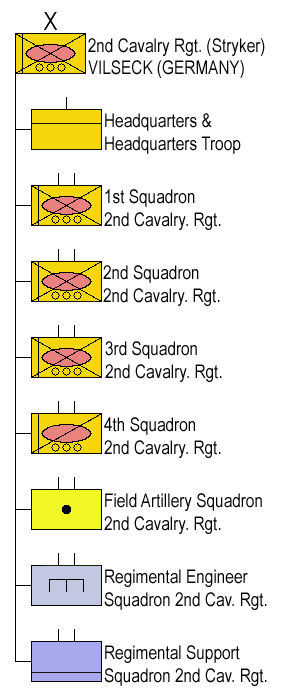
Struktura útvaru

Pluk svou organizací odpovídá brigádní bojové skupině mechanizované pěchoty vybavené vozidly Stryker, ačkoliv jeho podřízené jednotky nadále používají tradiční terminologii jednotek jezdectva, např. squadron (korouhev) a troop (švadrona) namísto pěchotních označení battalion (prapor) a company (rota).
Skládá se z následujících jednotek:
- Velitelství a velitelská švadrona
- 1. korouhev "War Eagles" (mechanizovaný pěší prapor vybavený obrněnými transportéry Stryker)
- 2. korouhev "Cougars" (mechanizovaný pěší prapor vybavený obrněnými transportéry Stryker)
- 3. korouhev "Wolfpack" (mechanizovaný pěší prapor vybavený obrněnými transportéry Stryker)
- 4. korouhev "Saber" (průzkumný a protitankový prapor)
- Plukovní ženijní korouhev "Pioneers" (ženijní prapor)
- Palebná korouhev "Artillery Hell" (oddíl polního dělostřelectva)
- Plukovní týlová korouhev "Muleskinners" (zahrnuje dopravní a zásobovací švadronu "Pack Horse", dílenskou švadronu "Blacksmiths" a švadronu zdravotnictva "Stryker Medics")